# Debus (cráter)
Debus es un pequeño cráter de impacto que se encuentra en la cara oculta de la Luna, más allá de la extremidad oriental, situado al este-sureste del cráter Ganskiy, y justo al oeste de la enorme llanura amurallada del cráter Pasteur.
|  |

Se trata de un cráter circular con apariencia de cuenco. Su brocal está desgastado, con varios cráteres minúsculos localizados a lo largo del borde. El suelo interior es relativamente llano y casi sin rasgos distintivos.
Este cráter fue identificado previamente como Kan H antes de ser renombrado por la UAI en honor del que fuera director del Centro Espacial Kennedy Kurt H. Debus.